# Gersfeld (Rhön)

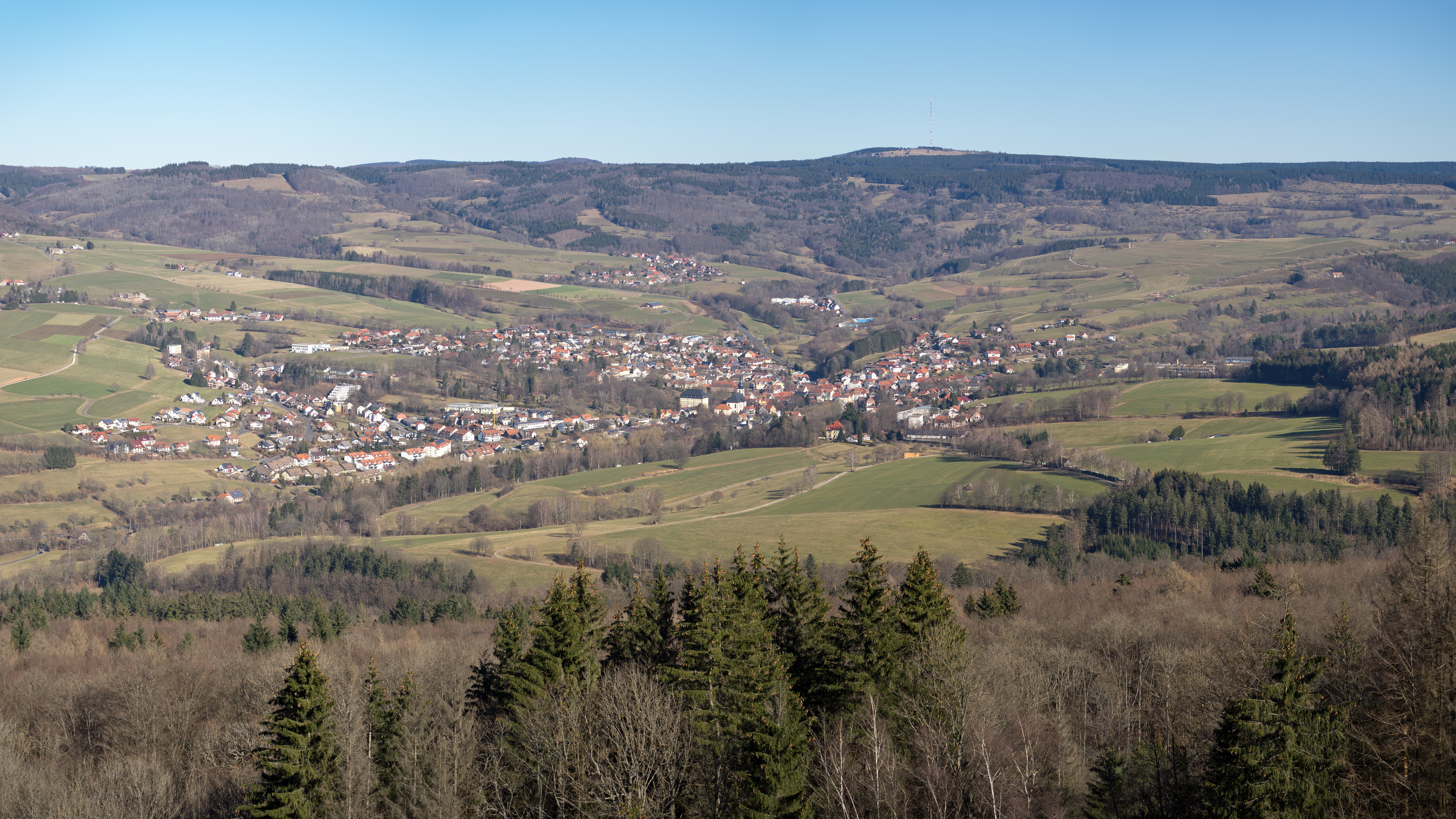
Blick auf Gersfeld von der Nalle

Blick auf Gersfeld und Umgebung vom Wachtküppel

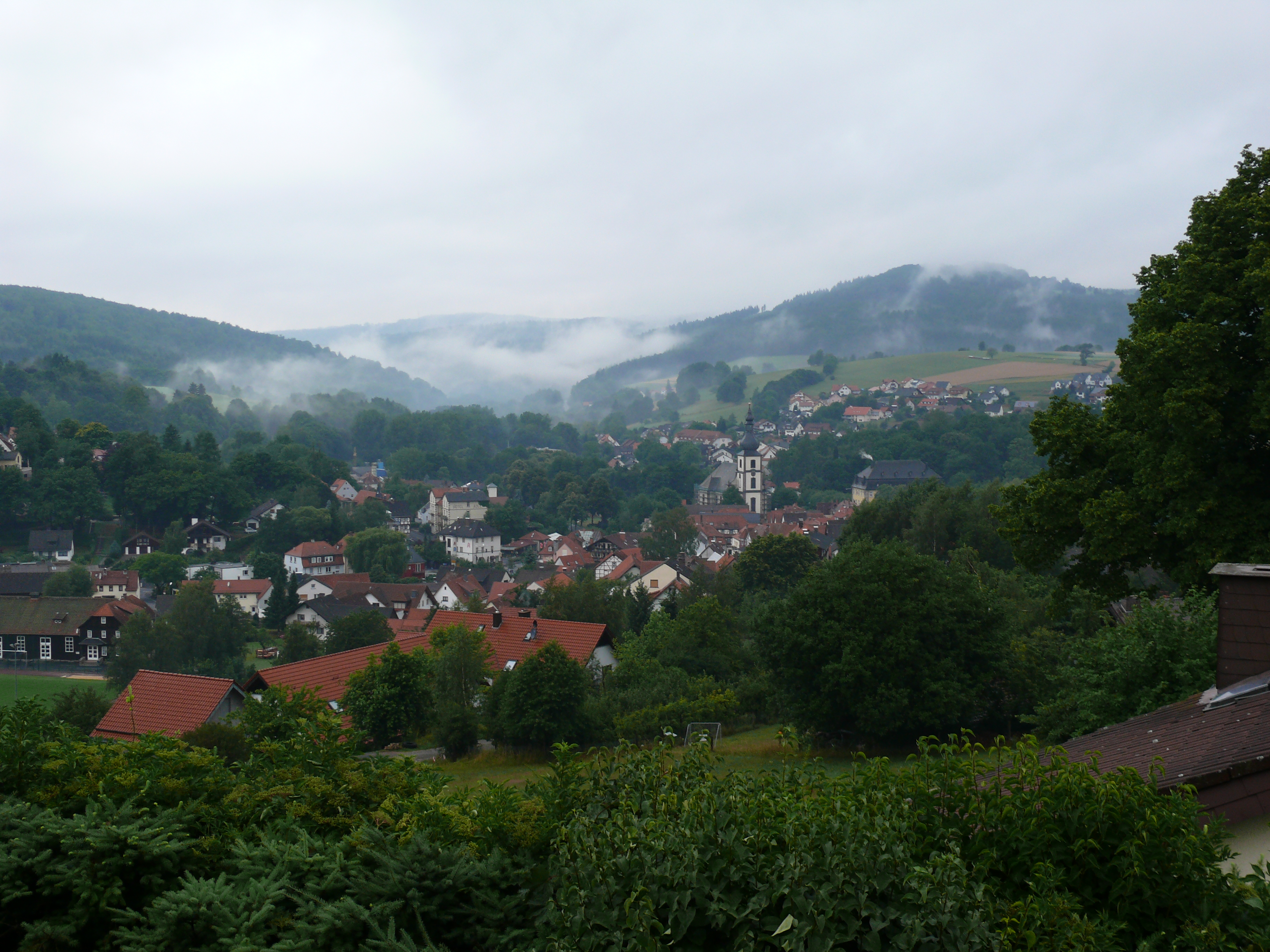
Blick auf das Zentrum von Gersfeld

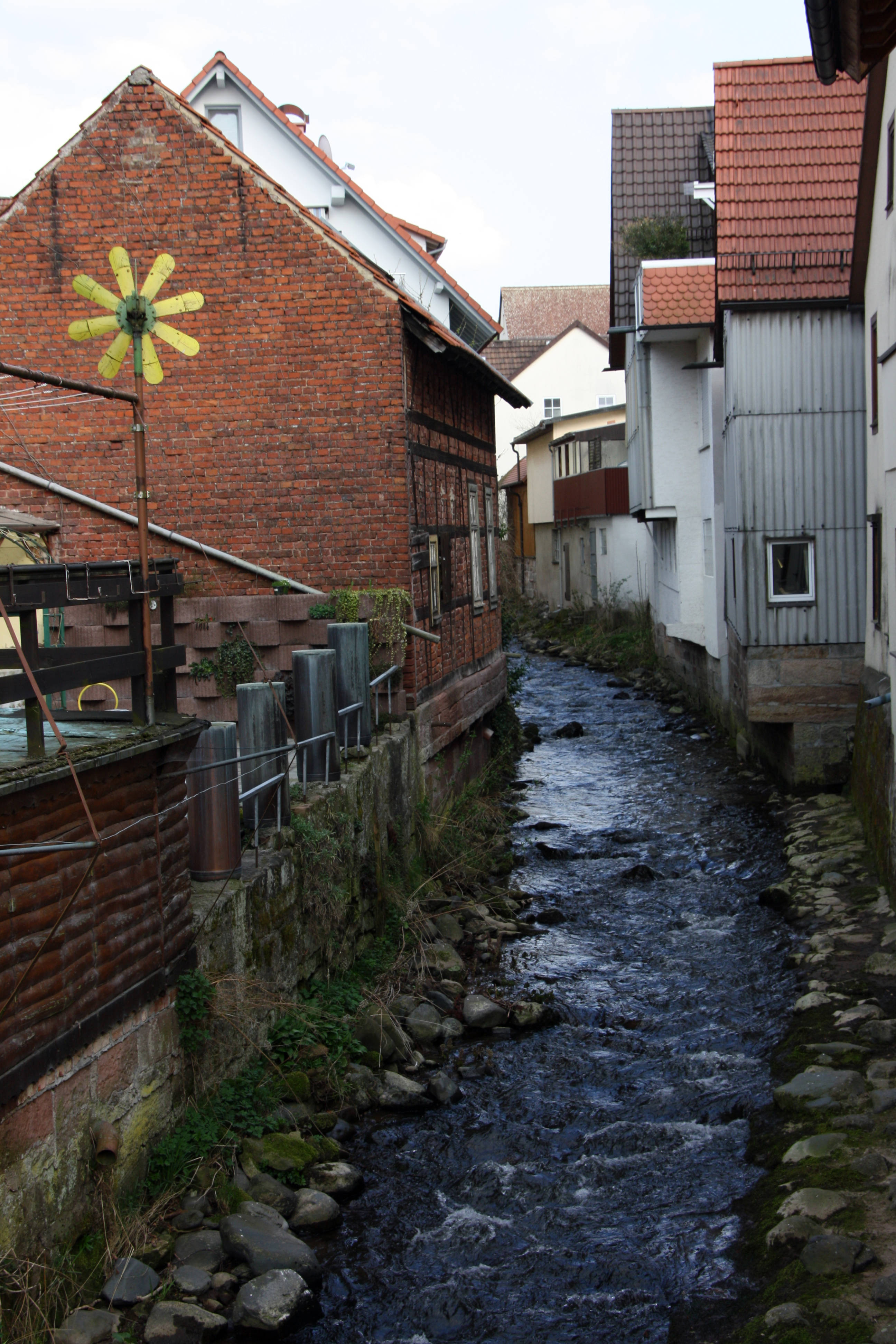
Die Fulda in Gersfeld

Gersfeld (Rhön) ist eine Kleinstadt im osthessischen Landkreis Fulda, eingebettet in die Rhön, auf einer Höhe zwischen 371 und 950 m ü. NHN. Als anerkannter Heilklimatischer Kurort, und bis 2017 Kneipp-Heilbad, ist Gersfeld Ausgangspunkt für Wanderungen durch das Biosphärenreservat Rhön und ein Zentrum des Wintersports. Der Haderswald im Süden ist größtenteils gesperrt, da hier der Nordteil des Truppenübungsplatzes Wildflecken liegt.

## Geografie

### Geografische Lage
Gersfeld wird von Bergen halbkreisförmig umschlossen. Da diese schon der Hohen Rhön als naturräumliche Einheit zugeordnet werden müssen, liegt die Gemeinde genau an der Grenze zweier naturräumlicher Einheiten. Der Kurort liegt in dem nach Südwesten gerichteten Fuldatal inmitten des UNESCO-Biosphärenreservats Rhön.

### Stadtgliederung
Bei der Gebietsreform in Hessen wurden 1971/72 die Orte Altenfeld, Dalherda, Gichenbach, Hettenhausen, Maiersbach, Mosbach, Obernhausen, Rengersfeld, Rodenbach (mit Sparbrod), Rommers, Sandberg und Schachen nach Gersfeld eingemeindet. Die Mehrzahl der Ortsteile liegt am Rande der Talsohlen oder an Einmündungen von Seitentälern. Auf dem Stadtgebiet liegt zudem die Wüstung Sampach.
Mit über einem Drittel (34,7 %) nimmt der landwirtschaftlich genutzte Bereich mit hohem Grünlandanteil große Flächen der mittleren Höhenlagen in der Gemarkung ein. Auch die Waldfläche hat große Gebietsanteile (37,9 % der Gemarkungsfläche), die sich allerdings auf die relativ ortsfernen Hang- und Hochlagen beschränken.

### Nachbargemeinden
Gersfeld grenzt im Norden an die Gemeinde Poppenhausen (Wasserkuppe), im Nordosten an die Gemeinde Ehrenberg (beide im Landkreis Fulda), im Osten an den Markt Oberelsbach und an die Stadt Bischofsheim (im Landkreis Rhön-Grabfeld in Bayern), im Süden an den Markt Wildflecken (im bayerischen Landkreis Bad Kissingen) sowie im Westen an die Gemeinde Ebersburg (Landkreis Fulda).

## Geschichte

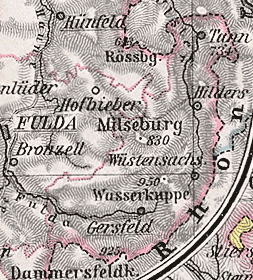
Lage von Gersfeld auf einer historischen Karte (vor 1932)

Die älteste bekannte urkundliche Erwähnung von Gersfeld als Geresfeld stammt aus dem Jahr 944. Seinen Ursprung verdankt der Ort den Herren von Schneeberg.

### Etymologie
Der Name Gersfeld, um 1350 auch als Geroldiesfeldt belegt, ist eine Zusammensetzung aus Gerisa und -feld (althochdeutsch: feld = „offenes, nicht bewaldetes Land“), ein häufiger Name für Siedlungen. Dies belegt eine Begründung der Siedlung im 8. oder 9. Jahrhundert. Der Flussname ist bereits ab 1036 als Gēraha belegt. Möglich wäre hierbei eine Namensbildung auf -aha, einer Variante des -au. Gemeint ist dabei das spätere Gersfelder Wasser. Während der ursprüngliche Bachname verloren ging, blieb der Name des Ortes erhalten.

### Mittelalter
1059 wurde Gersfeld fuldisch. Der Fuldaer Abt Heinrich VII. erhielt 1359 von Kaiser Karl IV. die Erlaubnis, Gersfeld die Stadt- und Marktrechte zu verleihen, doch der Ort wurde nie befestigt.
Neben den größeren Herrschaftsbereichen der Hochstifte Würzburg und Fulda gelang es seit dem späten Mittelalter zunehmend auch kleineren Adelsgeschlechtern, selbständige, relativ unabhängige Machtbereiche aufzubauen. In den Jahren 1402 und 1428 übertrug das Hochstift Würzburg den ursprünglich fuldischen Ort Gersfeld mit seiner Wasserburg den Herren von Ebersberg genannt von Weyhers als Lehen. Damit war Gersfeld dem Einfluss Fuldas verloren gegangen. Indem der Adel im Zuge der Reformation die Religionshoheit (Cuius regio, eius religio) für sich reklamierte, konnte er seine landeshoheitlichen Rechte vervollkommnen und er gewann ein entscheidendes Stück Selbständigkeit. Im Dreißigjährigen Krieg wurde eine Landwehr, auch Schwedenschanze genannt, am Reesberg zur Überwachung der Straße nach Bischofsheim angelegt.

### Neuzeit
Die Stadt löste sich 1656 unter den Reichsrittern von Ebersberg und derer von Steinau genannt Steinrück vollständig aus der Herrschaft Fuldas und unterstand nun direkt dem römisch-deutschen Kaiser (→ Reichsunmittelbarkeit). Als einst ritterschaftliches Gebiet blieben Gersfeld und das dazugehörige Umland bis heute evangelisch in einem überwiegend katholischen Umfeld. Zur Herrschaft Gersfeld gehörten die Orte Altenfeld, Gersfeld (Rhön), Kippelbach, Maiersbach, Mosbach, Obernhausen, Rodenbach, Rommers, Sandberg und Schachen. An der frühneuzeitlichen Rekultivierung um Gersfeld ab dem 16. und 17. Jahrhundert hatten die Herren von Ebersburg – aus fiskalischen Gründen – entscheidenden Anteil. Im 18. und 19. Jahrhundert fanden dagegen kaum noch Ortsneugründungen statt. Die gewachsenen Siedlungsbilder erfuhren lediglich eine gewisse Ausweitung und Verdichtung. Entscheidenden Einfluss auf die Gestaltung und Anordnung der Wohnanlagen übten die Gersfelder Stadtbrände von 1756 und 1814 und mehrere Einzelbrände in den heutigen Ortsteilen aus. Während des großen Feuers 1756 wurden 233 Gebäude zerstört.
Nach der Säkularisation der geistlichen Fürstentümer durch den Reichsdeputationshauptschluss 1803 und die danach mehrfach wechselnde Landeszugehörigkeit (ab 1810 Großherzogtum Frankfurt) fiel der Großteil des ehemaligen Hochstifts Fulda 1816 an Kurhessen. Gersfeld aber kam zum Königreich Bayern und wurde Sitz des Landgerichts Gersfeld. Nach dem Deutschen Krieg (früher auch preußisch-österreichischer Krieg genannt) 1866 annektierte Preußen Kurhessen und damit auch den heute hessischen Teil der Rhön. Im Friedensvertrag zwischen dem König von Preußen und dem König von Bayern, der am 22. August 1866 in Berlin abgeschlossen wurde, trat Bayern die Bezirke Gersfeld und Orb an Preußen ab. Preußen gliederte die gewonnenen Gebiete wenig später in seine neue Provinz Hessen-Nassau ein. Gersfeld wurde die Kreisstadt des 1867 geschaffenen Kreises Gersfeld.
Die Rhönbahn befuhr 1888 zum ersten Mal die Strecke Fulda-Gersfeld.
Durch die Lage im Zonenrandgebiet an der innerdeutschen Grenze war die Gemeinde bis 1990 als wirtschaftlicher Standort benachteiligt. Die staatliche Zonenrandförderung konnte dies nur teilweise ausgleichen. Auch nach der Grenzöffnung zeichnet sich die Rhön noch heute als dreigeteiltes Grenzgebiet der Bundesländer Hessen, Thüringen und Bayern aus.
Hessische Gebietsreform
Zum 31. Dezember 1970 wurden im Zuge der Gebietsreform in Hessen die bis dahin selbstständigen Gemeinden Mosbach, Rengersfeld, Rodenbach, Rommers und Sandberg auf freiwilliger Basis in die Stadt Gersfeld eingegliedert. Zum 31. Dezember 1971 kamen Altenfeld, Gichenbach, Hettenhausen, Maiersbach, Obernhausen und Schachen ebenfalls freiwillig hinzu. Dalherda folgte kraft Landesgesetz am 1. August 1972. Für alle Stadtteile sowie für die Kernstadt wurde je ein Ortsbezirke gebildet.
Am 1. August 1972 wurde ein Teilgebiet mit damals etwa 50 Einwohnern (ein Flurstück aus Gichenbach) an die Nachbargemeinde Ebersburg abgetreten.

### Verwaltungsgeschichte im Überblick
Die folgende Liste zeigt die Staaten und Verwaltungseinheiten, denen Gersfeld (Rhön) angehört(e):
- vor 1806: Heiliges Römisches Reich, Herrschaft der Grafen von Frohberg (Ritterkanton Rhön-Werra, Buchisches Quartier)
- 1806–1818: Großherzogtum Würzburg[Anm. 2]
- 1820–1843: Königreich Bayern, Herrschaftsgericht Gersfeld, ausgeübt durch die Grafen von Frohberg
- ab 1843: Königreich Bayern, Regierungsbezirk Unterfranken und Aschaffenburg, Landgerichtsbezirk Bischofsheim
- ab 1862: Königreich Bayern, Regierungsbezirk Unterfranken, Bezirksamt Gersfeld[Anm. 3]
- ab 1867: Norddeutscher Bund, Königreich Preußen,[Anm. 4] Provinz Hessen-Nassau, Regierungsbezirk Kassel, Kreis Gersfeld
- ab 1871: Deutsches Reich, Königreich Preußen, Provinz Hessen-Nassau, Regierungsbezirk Kassel, Kreis Gersfeld
- ab 1918: Deutsches Reich, Freistaat Preußen,[Anm. 5] Provinz Hessen-Nassau, Regierungsbezirk Kassel, Kreis Gersfeld
- ab 1932: Deutsches Reich, Freistaat Preußen, Provinz Hessen-Nassau, Regierungsbezirk Kassel, Landkreis Fulda
- ab 1944: Deutsches Reich, Freistaat Preußen, Provinz Kurhessen, Landkreis Fulda
- ab 1945: Deutsches Reich, Amerikanische Besatzungszone,[Anm. 6] Groß-Hessen, Regierungsbezirk Kassel, Landkreis Fulda
- ab 1946: Deutsches Reich, Amerikanische Besatzungszone, Hessen, Regierungsbezirk Kassel, Landkreis Fulda
- ab 1949: Bundesrepublik Deutschland, Hessen, Regierungsbezirk Kassel, Landkreis Fulda

## Bevölkerung

### Einwohnerstruktur 2011/2022
Nach den Erhebungen des Zensus 2011/Zensus 2022 lebten am Stichtag, dem 9. Mai 2011 / 15. Mai 2022, in Gersfeld 5558/5253 Einwohner. Nach dem Lebensalter waren 1008/805 Einwohner unter 18 Jahren, 2163/1797 zwischen 18 und 49, 1137/1311 zwischen 50 und 64 und 1251/1359 Einwohner waren älter./ Unter den Einwohnern waren 120 (2,2)% / 256 (6,2 %) Ausländer, von denen 52/134 aus dem EU-Ausland, 42/113 aus anderen europäischen Ländern und 113/113 aus anderen Staaten kamen./ (Bis zum Jahr 2020 erhöhte sich die Ausländerquote auf 8,0 %.) Die Einwohner lebten in 2377/1443 Haushalten. Davon waren 735/? Singlehaushalte, 633/652 Paare ohne Kinder und 750/599 Paare mit Kindern, sowie 224/192 Alleinerziehende und 36/? Wohngemeinschaften./ In 579/237 Haushalten lebten ausschließlich Senioren und in 1518/907 Haushaltungen leben keine Senioren./

### Einwohnerentwicklung
| Gersfeld: Einwohnerzahlen von 1834 bis 2022 | Gersfeld: Einwohnerzahlen von 1834 bis 2022 | Gersfeld: Einwohnerzahlen von 1834 bis 2022 | Gersfeld: Einwohnerzahlen von 1834 bis 2022 | Gersfeld: Einwohnerzahlen von 1834 bis 2022 |
| --- | ------------------------------------------- | ------------------------------------------- | ------------------------------------------- | ------------------------------------------- |
| Jahr |                                             |                                             |                                             | Einwohner                                   |
| 1834 | 1834                                        |                                             | 1.634                                       | 1.634                                       |
| 1840 | 1840                                        |                                             | 1.593                                       | 1.593                                       |
| 1846 | 1846                                        |                                             | 1.557                                       | 1.557                                       |
| 1852 | 1852                                        |                                             | 1.515                                       | 1.515                                       |
| 1858 | 1858                                        |                                             | 1.498                                       | 1.498                                       |
| 1864 | 1864                                        |                                             | 1.552                                       | 1.552                                       |
| 1871 | 1871                                        |                                             | 1.546                                       | 1.546                                       |
| 1875 | 1875                                        |                                             | 1.481                                       | 1.481                                       |
| 1885 | 1885                                        |                                             | 1.402                                       | 1.402                                       |
| 1895 | 1895                                        |                                             | 1.476                                       | 1.476                                       |
| 1905 | 1905                                        |                                             | 1.440                                       | 1.440                                       |
| 1910 | 1910                                        |                                             | 1.404                                       | 1.404                                       |
| 1925 | 1925                                        |                                             | 1.525                                       | 1.525                                       |
| 1939 | 1939                                        |                                             | 1.661                                       | 1.661                                       |
| 1946 | 1946                                        |                                             | 2.361                                       | 2.361                                       |
| 1950 | 1950                                        |                                             | 2.459                                       | 2.459                                       |
| 1956 | 1956                                        |                                             | 2.281                                       | 2.281                                       |
| 1961 | 1961                                        |                                             | 2.133                                       | 2.133                                       |
| 1967 | 1967                                        |                                             | 2.108                                       | 2.108                                       |
| 1970 | 1970                                        |                                             | 3.024                                       | 3.024                                       |
| 1973 | 1973                                        |                                             | 5.771                                       | 5.771                                       |
| 1975 | 1975                                        |                                             | 5.777                                       | 5.777                                       |
| 1980 | 1980                                        |                                             | 5.851                                       | 5.851                                       |
| 1985 | 1985                                        |                                             | 5.870                                       | 5.870                                       |
| 1990 | 1990                                        |                                             | 5.818                                       | 5.818                                       |
| 1995 | 1995                                        |                                             | 6.332                                       | 6.332                                       |
| 2000 | 2000                                        |                                             | 6.368                                       | 6.368                                       |
| 2005 | 2005                                        |                                             | 6.321                                       | 6.321                                       |
| 2010 | 2010                                        |                                             | 5.893                                       | 5.893                                       |
| 2011 | 2011                                        |                                             | 5.558                                       | 5.558                                       |
| 2015 | 2015                                        |                                             | 5.506                                       | 5.506                                       |
| 2020 | 2020                                        |                                             | 5.480                                       | 5.480                                       |
| 2022 | 2022                                        |                                             | 5.253                                       | 5.253                                       |
| Datenquelle: Historisches Gemeindeverzeichnis für Hessen: Die Bevölkerung der Gemeinden 1834 bis 1967. Wiesbaden: Hessisches Statistisches Landesamt, 1968. Weitere Quellen: LAGIS; Hessisches Statistisches Informationssystem; Zensus 2011, Zensus 2022 Nach 1970 einschließlich der im Zuge der Gebietsreform in Hessen eingegliederten Orte. |                                             |                                             |                                             |                                             |

### Religion
Evangelisch
Die evangelisch-lutherische Kirchengemeinde Gersfeld umfasst die Stadt Gersfeld und die Ortsteile Maiersbach, Schachen, Obernhausen, Sandberg, Mosbach, Rodenbach und Rengersfeld.
Katholisch
Die römisch-katholische Kirchengemeinde Gersfeld mit der Pfarrkirche Mariä Himmelfahrt und der Filialkirche St. Wendelinus unterhalb des Wachtküppels im Ortsteil Maiersbach gehört zum Bistum Fulda. Die Kirchengemeinde umfasst das gesamte Gebiet der mehrheitlich evangelischen politischen Gemeinde Gersfeld einschließlich Kippelbach bis zu dessen Absiedlung 1938.
Konfessionsstatistik
| • 1885: | 1108 evangelische (= 79,0 %), 203 katholische (= 14,5 %), 91 jüdische (= 6,5 %) Einwohner     |
| • 1961: | 1554 evangelische (= 72,9 %), 551 katholische (= 25,8 %) Einwohner                            |
| • 1987: | 3647 evangelische (= 69,0 %), 1403 katholische (= 26,5 %), 235 sonstige (= 4,4 %) Einwohner   |
| • 2011: | 3141 evangelische (= 56,5 %), 1691 katholische (= 30,4 %), 726 sonstige (= 13,1 %) Einwohner  |
| • 2022: | 2541 evangelische (= 48,4 %), 1453 katholische (= 27,7 %), 1257 sonstige (= 23,9 %) Einwohner |

## Politik

### Stadtverordnetenversammlung
Die Kommunalwahl am 14. März 2021 lieferte folgendes Ergebnis, in Vergleich gesetzt zu früheren Kommunalwahlen:
| Sitzverteilung in der Stadtverordnetenversammlung 2021Insgesamt 31 Sitze - SPD: 10 - BfG: 11 - CDU: 10 | Parteien und Wählergemeinschaften | Parteien und Wählergemeinschaften           | % 2021 | Sitze 2021 | % 2016 | Sitze 2016 | % 2011 | Sitze 2011 | % 2006 | Sitze 2006 | % 2001 | Sitze 2001 |
| Sitzverteilung in der Stadtverordnetenversammlung 2021Insgesamt 31 Sitze - SPD: 10 - BfG: 11 - CDU: 10 | SPD                               | Sozialdemokratische Partei Deutschlands     | 31,0   | 10         | 31,8   | 10         | 31,5   | 10         | 40,2   | 12         | 36,8   | 11         |
| Sitzverteilung in der Stadtverordnetenversammlung 2021Insgesamt 31 Sitze - SPD: 10 - BfG: 11 - CDU: 10 | CDU                               | Christlich Demokratische Union Deutschlands | 31,5   | 10         | 32,6   | 10         | 22,9   | 7          | 26,1   | 8          | 28,6   | 9          |
| Sitzverteilung in der Stadtverordnetenversammlung 2021Insgesamt 31 Sitze - SPD: 10 - BfG: 11 - CDU: 10 | BfG                               | Bündnis für Gersfeld                        | 37,4   | 11         | –      | –          | –      | –          | –      | –          | –      | –          |
| Sitzverteilung in der Stadtverordnetenversammlung 2021Insgesamt 31 Sitze - SPD: 10 - BfG: 11 - CDU: 10 | BWG                               | Bürger-Wähler-Gemeinschaft Gersfeld         | –      | –          | 19,4   | 6          | 21,9   | 7          | 11,9   | 4          | 13,7   | 4          |
| Sitzverteilung in der Stadtverordnetenversammlung 2021Insgesamt 31 Sitze - SPD: 10 - BfG: 11 - CDU: 10 | FDP                               | Freie Demokratische Partei                  | –      | –          | 11,0   | 3          | 13,7   | 4          | 16,1   | 5          | 12,0   | 4          |
| Sitzverteilung in der Stadtverordnetenversammlung 2021Insgesamt 31 Sitze - SPD: 10 - BfG: 11 - CDU: 10 | GRÜNE                             | Bündnis 90/Die Grünen                       | –      | –          | 5,3    | 2          | 10,0   | 3          | –      | –          | –      | –          |
| Sitzverteilung in der Stadtverordnetenversammlung 2021Insgesamt 31 Sitze - SPD: 10 - BfG: 11 - CDU: 10 | LBL                               | Linke Bürgerliste                           | –      | –          | –      | –          | –      | –          | 5,7    | 2          | 9,0    | 3          |
| Sitzverteilung in der Stadtverordnetenversammlung 2021Insgesamt 31 Sitze - SPD: 10 - BfG: 11 - CDU: 10 | gesamt                            | gesamt                                      | 100,00 | 31         | 100,00 | 31         | 100,00 | 31         | 100,00 | 31         | 100,00 | 31         |
| Sitzverteilung in der Stadtverordnetenversammlung 2021Insgesamt 31 Sitze - SPD: 10 - BfG: 11 - CDU: 10 | Wahlbeteiligung in %              | Wahlbeteiligung in %                        | 60,6   | 60,6       | 62,4   | 62,4       | 55,9   | 55,9       | 49,1   | 49,1       | 60,2   | 60,2       |

### Bürgermeister
Nach der hessischen Kommunalverfassung wird der Bürgermeister für eine sechsjährige Amtszeit gewählt, seit dem Jahr 1993 in einer Direktwahl, und ist Vorsitzender des Magistrats, dem in der Stadt Gersfeld neben dem Bürgermeister ehrenamtlich ein Erster Stadtrat und sechs weitere Stadträte angehören. Bürgermeister ist seit dem 10. September 2014 Steffen Korell (CDU). Sein Amtsvorgänger Peter Wolff (FDP) war nach einem erfolgreichen Abwahlantrag der Stadtverordnetenversammlung aus der ersten Amtszeit am 26. März 2012 vorzeitig ausgeschieden und damit einem Bürgerentscheid zur Abwahl zuvorgekommen. Der Erste Stadtrat Knut Kersten (BWG) leitete danach die Stadtverwaltung kommissarisch und die Wahl eines neuen Bürgermeisters musste vorgezogen werden. Steffen Korell erhielt am 20. Juli 2014 im ersten Wahlgang bei 65,4 Prozent Wahlbeteiligung 63,5 Prozent der Stimmen. Es folgte, pandemiebedingt verschoben, eine Wiederwahl ohne Gegenkandidaten im März 2021. Durch die verschobene Wahl verschob sich der Beginn der zweiten Amtszeit auf den 10. Juli 2021.
Amtszeiten der Bürgermeister
- 2014–2026 Steffen Korell (CDU)[29]
- 2012–2014 Peter Wolff (FDP)[32]
- 1994–2012 Margit Trittin (SPD)[33]

### Ortsbeiräte
Gemeinde Gersfeld
Für alle als Stadtteil eingemeindeten ehemaligen Gemeinden und die Kernstadt besteht je ein Ortsbezirk mit Ortsbeirat und Ortsvorsteher, nach Maßgabe der §§ 81 und 82 HGO und des Kommunalwahlgesetzes in der jeweils gültigen Fassung. Die Ortsbezirke entsprechen den Gebieten der ehemaligen Gemeinden.
Die Ortsbeiräte bestehen aus drei bis sieben Mitgliedern. Die Ortsbeiräte werden im Rahmen der Kommunalwahlen gewählt. Der Ortsbeirat wählt eines seiner Mitglieder zum Ortsvorsteher bzw. zur Ortsvorsteherin. Für die Wahlergebnisse siehe die entsprechenden Stadtteile.
Ortsbezirk Gersfeld (Kernstadt)
Der Ortsbeirat besteht aus sieben Mitgliedern. Bei den Kommunalwahlen in Hessen 2021 betrug die Wahlbeteiligung zum Ortsbeirat 57,01 %. Es wurden gewählt vier Mitglieder des „Bündnisses für Gersfeld“ (BfG), ein Mitglied der SPD und zwei Mitglieder der CDU.
Der Ortsbeirat wählte Mark Rehm (BfG) zum Ortsvorsteher.

### Wappen
Das Gersfelder Stadtwappen stellt einen Lindenbaum mit 39 Blättern dar, dessen Wurzeln durch ein Fundament ins Erdreich ragen. Der Hintergrund dieser Darstellung ist die Tatsache, dass bis 1866 die Gemeindeversammlungen unter der Dorflinde stattfanden. Der Baum steht hierbei für die Bürger der Gemeinde, der Mauersockel (Fundament) symbolisiert die Stadtrechte, die Gersfeld im Jahr 1359 verliehen wurden, und die Wurzeln verweisen auf die Verankerung der Bürger im Gemeinwesen sowie ihre Bodenständigkeit.

### Städtepartnerschaften
Seit 2001 besteht eine Städtepartnerschaft mit dem französischen Bellegarde (Gard).

## Kultur und Sehenswürdigkeiten

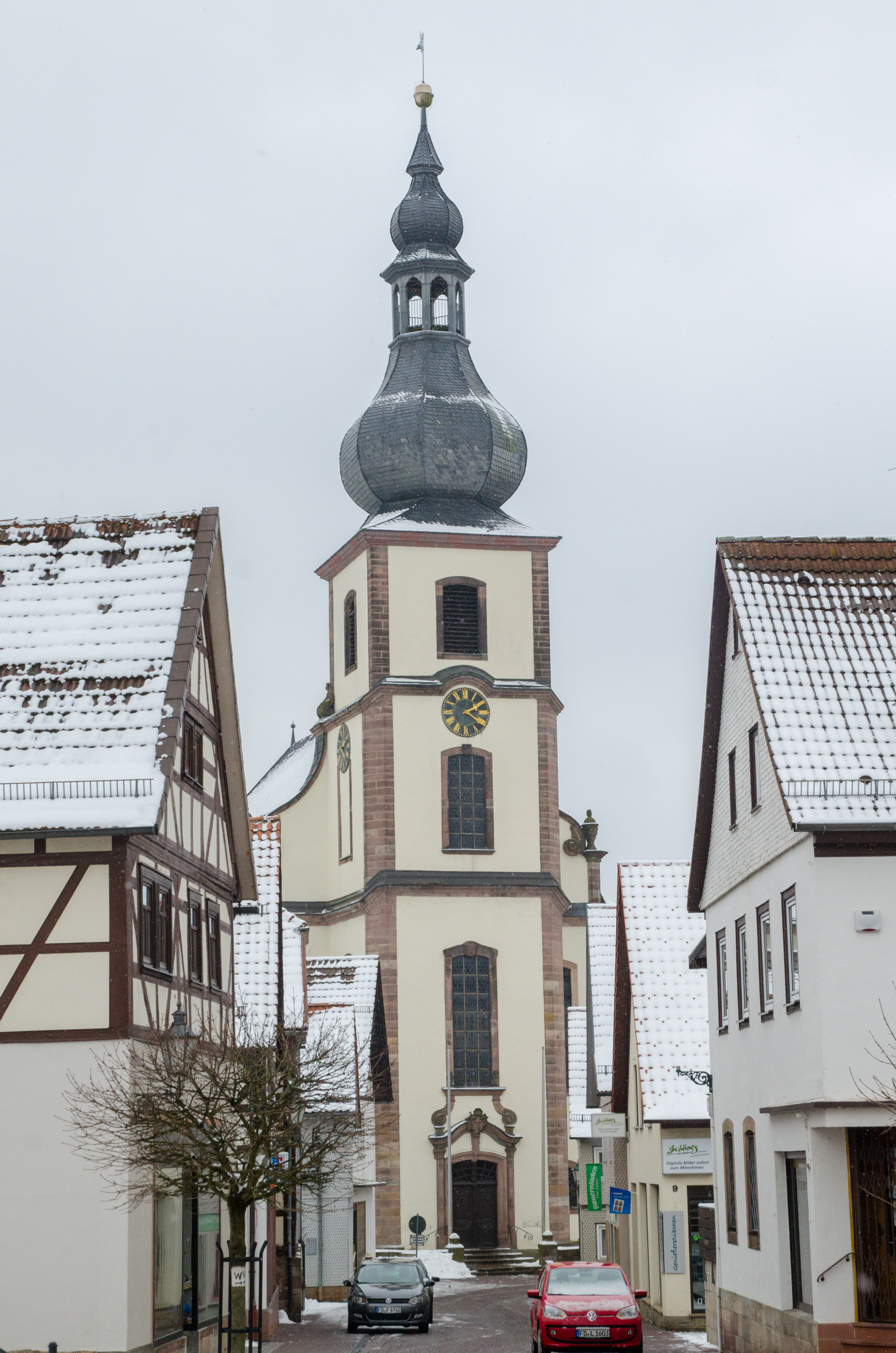
Die evangelische Stadtkirche am westlichen Ende des Marktplatzes

- Am Marktplatz finden sich Fachwerkhäuser aus dem 17. und 18. Jahrhundert.
- Die evangelisch-lutherische Pfarrkirche (Barockkirche) wurde 1778 von Johann Caspar Heym entworfen und 1780–1788 von Baumeister Johannes Link aus Brückenau ausgeführt. Zur Straße hin nach Osten erhebt sich über dem Haupteingang in der Mittelachse ein 60 m hoher Turm mit Zwiebelhaube und offener Laterne, ganz oben abgeschlossen mit einem 1,25 m hohen Turmkopf mit Wetterfahne, die einen auf einer hinauswallenden Wolke sitzenden Engel darstellt, der sich mit der einen Hand in windiger Höhe an der Stange festhält und mit der anderen Hand einen Olivenzweig als Friedenssymbol hält. Rechts und links im Turm führen Treppen hoch auf die Emporen und noch weiter hinauf bis zur Turmuhr, die allerdings von 1899 stammt, weil das Original von 1785 kaputtgegangen war. Noch höher liegt die Glockenstube mit fünf Glocken. Die Holztür des Eingangs stammt noch original aus dem Rokoko. Das reichgeschmückte Portal ist eine Arbeit des Bildhauers Johann Georg Weber. Besonders sehenswert ist die Westwand mit einem um die Orgel erweiterten Kanzelaltar: Wie in der Schlosskirche in Schmalkalden sind Altar, Kanzel und Orgel übereinander gestaffelt.[36] Neben den Kirchen von Lauterbach und Erbach ist sie der bedeutendste evangelische Kirchenbau der zweiten Hälfte des 18. Jahrhunderts in Hessen.[37] Die reich verzierte Chorwand besitzt acht Säulen mit vergoldeten korinthischen Kapitellen und vergoldeten Basisringen, zwei Dreiergruppen an den Seiten und je eine rechts und links der Kanzel. Die Farbe des Stuckmarmors ist die gleiche wie die der Säulen, welche die Emporen tragen. Diese Chorwand wurde vom Holzbildhauer Georg Gorten aus Bischofsheim und vom Schnitzer und Schreiner Nikolaus Zitzmann aus Gersfeld konzipiert und gebaut. Die Orgel mit ihren rund 2000 Pfeifen und 30 Registern ist eine Arbeit von Orgelbaumeister Johann Michael Wagner aus Schmittfeld bei Schleusingen; sie wurde am 17. Juni 1787 erstmals bespielt. Rechts des Altars befindet sich die Patronatsloge für die Ortsherrschaft, früher die von Ebersberg gen. Weyhers, heute die von Waldthausen. Eine zweite Loge links des Altars war für die Pfarrfamilie gedacht. Außen Wappen derer von Ebersberg gen. Weyhers. Innen am Orgelgehäuse Wappen derer von Ebersberg gen. Weyhers und Leyen. Glasscheiben mit Wappen von Otto Heinrich von Ebersberg gen. Weyhers und Bruno von Waldthausen. Mehrere Epitaphien aus dem Vorgängerbau, im Detail sind das Denkmäler für Cordula Elsbeth von Ebersberg gen. Weyhers, Lucas von Ebersberg gen. Weyhers, Anna Hedwig von Hanstein, Wilhelm Rudolph von Ebersberg gen. Weyhers, Otto Heinrich von Ebersberg gen. Weyhers und seine beiden Ehefrauen, sowie ein nicht zugeordnetes Epitaph, das mit einer nicht dazu passenden Inschrift für Christoph (Christopher) von Ebersberg gen. Weyhers (gest. 1562) zu Gersfeld, und seine Frau, Kunigunde von Schrimpf, kombiniert wurde.
- Das Obere Schloss wurde im 12. Jahrhundert als Wasserburg erbaut und 1486–1493 zum Schloss umgestaltet.[38] Es liegt am östlichen Rand des Schlossparks. Wappentafel (1605): von Ebersberg gen. Weyhers, Stein vom Altenstein, Wappen an den Portalbögen (zweite Hälfte 16. Jh.) von Ebersberg gen. Weyhers, von Schrimpf.
- Das Mittlere Schloss stammt in seinen Ursprüngen aus dem Jahr 1560.[39] Es diente lange Zeit als Herrschaftsgericht und Gefängnis. Wappen (1560): von Ebersberg gen. Weyhers, von Schrimpf. Wappen an der Verbindungsmauer zum Oberen Schloss, am Torbogen: von Ebersberg gen. Weyhers, von Schrimpf, darüber (1905) von Waldthausen.
- Das Barockschloss (auch Unteres Schloss oder Gelbes Schloss) von 1740 liegt am südlichen Rand des Schlossparks.[40] Es ist der ehemalige Sitz der Familie von Ebersberg, seit 1903 in Besitz der Familie von Waldthausen. In den Jahren von 1996 bis 2000 wurde das Gebäude durch Constantin von Waldthausen in Stand gesetzt und wird seitdem für Wohn-, Büro- und Veranstaltungszwecke genutzt.[41] 2013–2014 wurde das steile Mansarddach saniert. Wappen am Osteingang des Schlosses: von Waldthausen. Wappen am Parkzugang: von Ebersberg gen. Weyhers und Leyen, von Leyen.
- Die Parkvilla im erhöhten nördlichen Teil des Schlossparks wurde 1908 nach Entwurf des Frankfurter Architekten Claus Mehs für Bruno von Waldthausen im Stil des Neobarock erbaut. Es diente als Wohnhaus für vier früh verwaiste Kinder des Bruders des Bauherrn und wird seit 1981 als Klinik für Naturheilkunde genutzt.[42][43] Wappen: von Waldthausen.
- Die 1907 in schlichterem Neobarock erbaute ehemalige Reithalle im Schlosspark, heute Gersfelder Stadthalle, ist berühmt für ihre offene Leimbinder-Dachkonstruktion.
- Der Wildpark Gersfeld liegt im Ehrengrundtal etwa einen Kilometer südöstlich der Kernstadt. Er zeigt auf einer Fläche von 50 Hektar hauptsächlich europäische Wildtierarten.
- Die Wasserkuppe, der höchste Berg der Rhön, erhebt sich gut fünf Kilometer nördlich von Gersfeld. Auf dem Berg befindet sich das Deutsche Segelflugmuseum mit Modellflug.

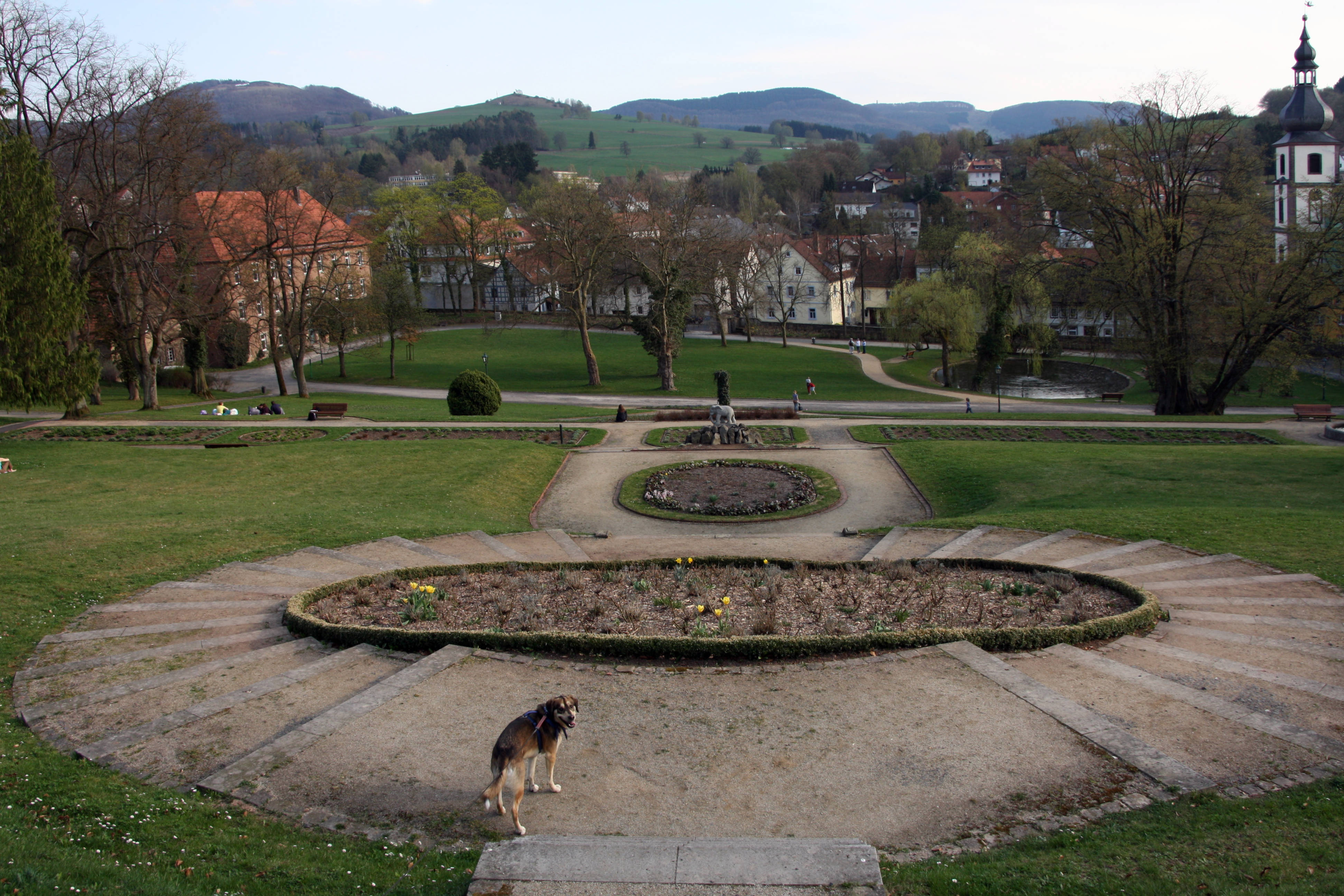
Blick über den Schlosspark auf die Altstadt
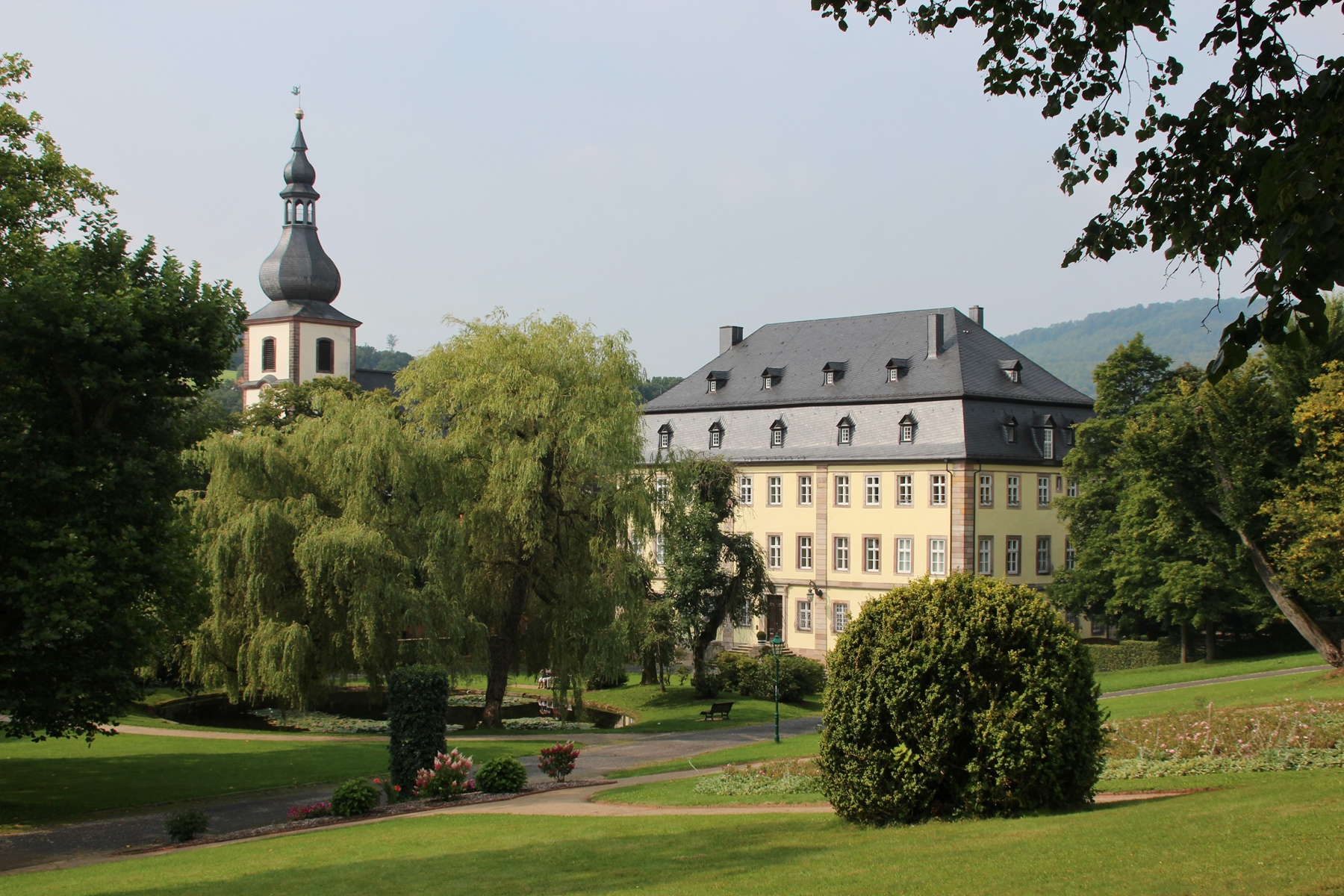
Barockschloss
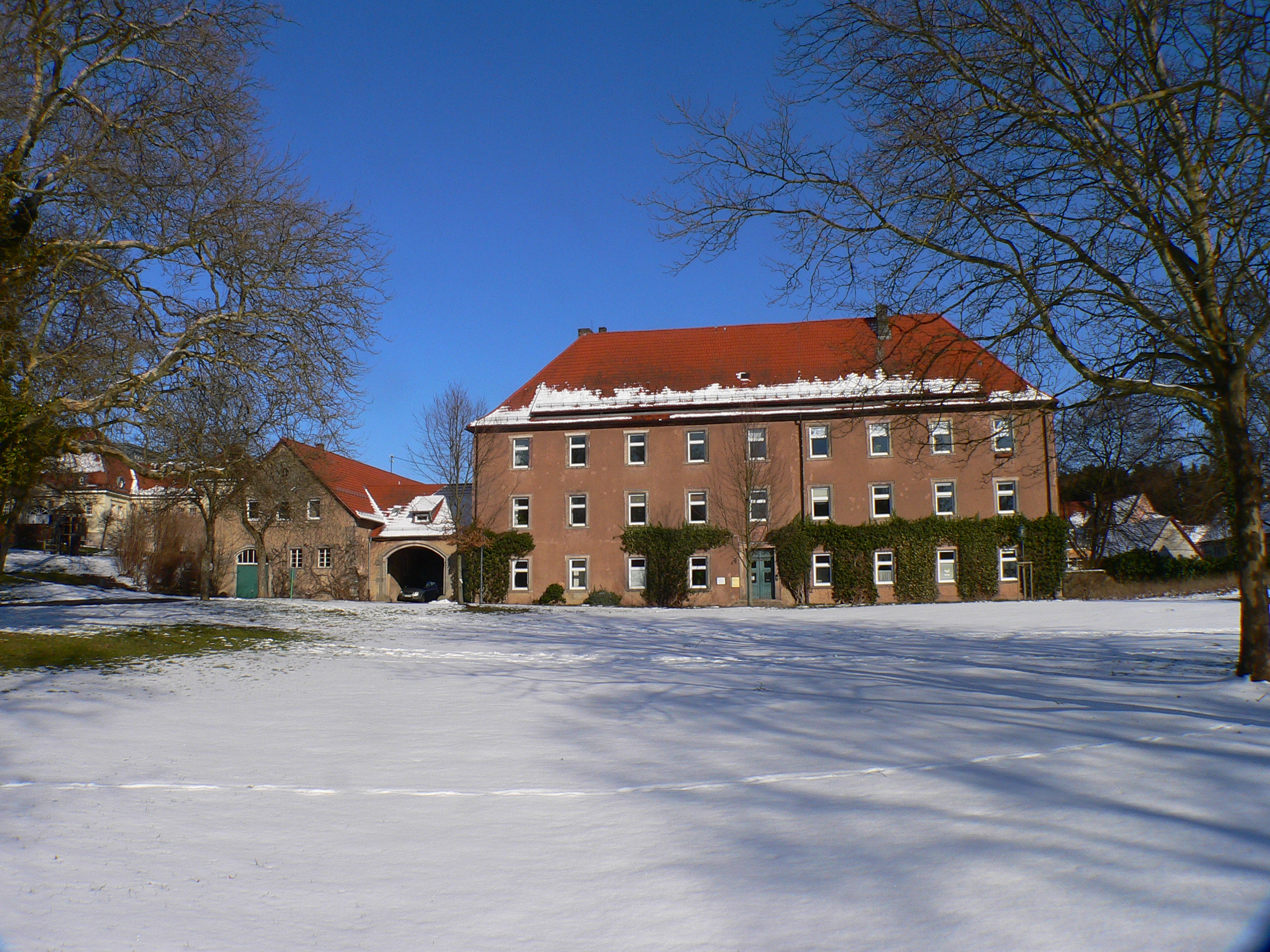
Mittleres Schloss
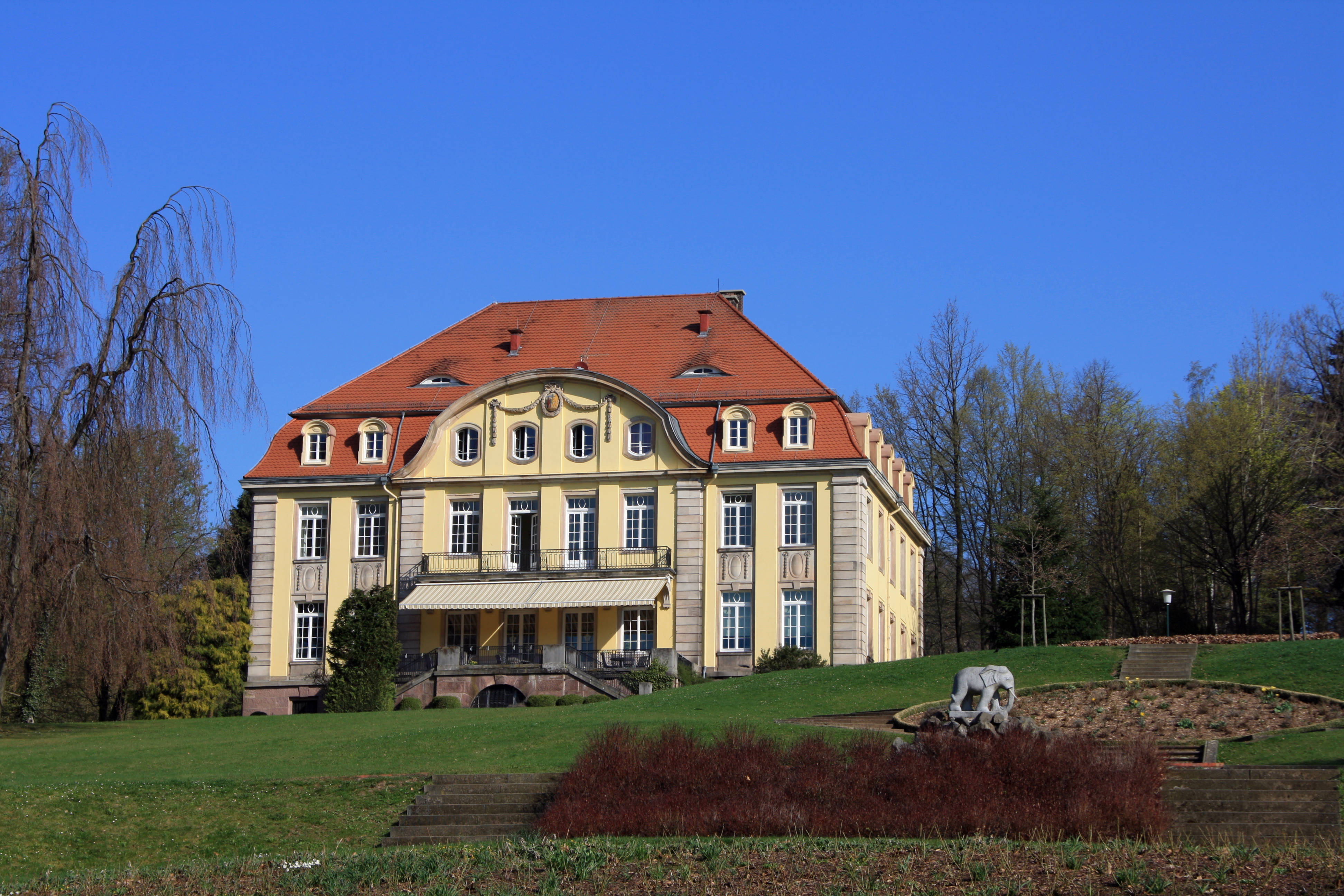
Parkvilla
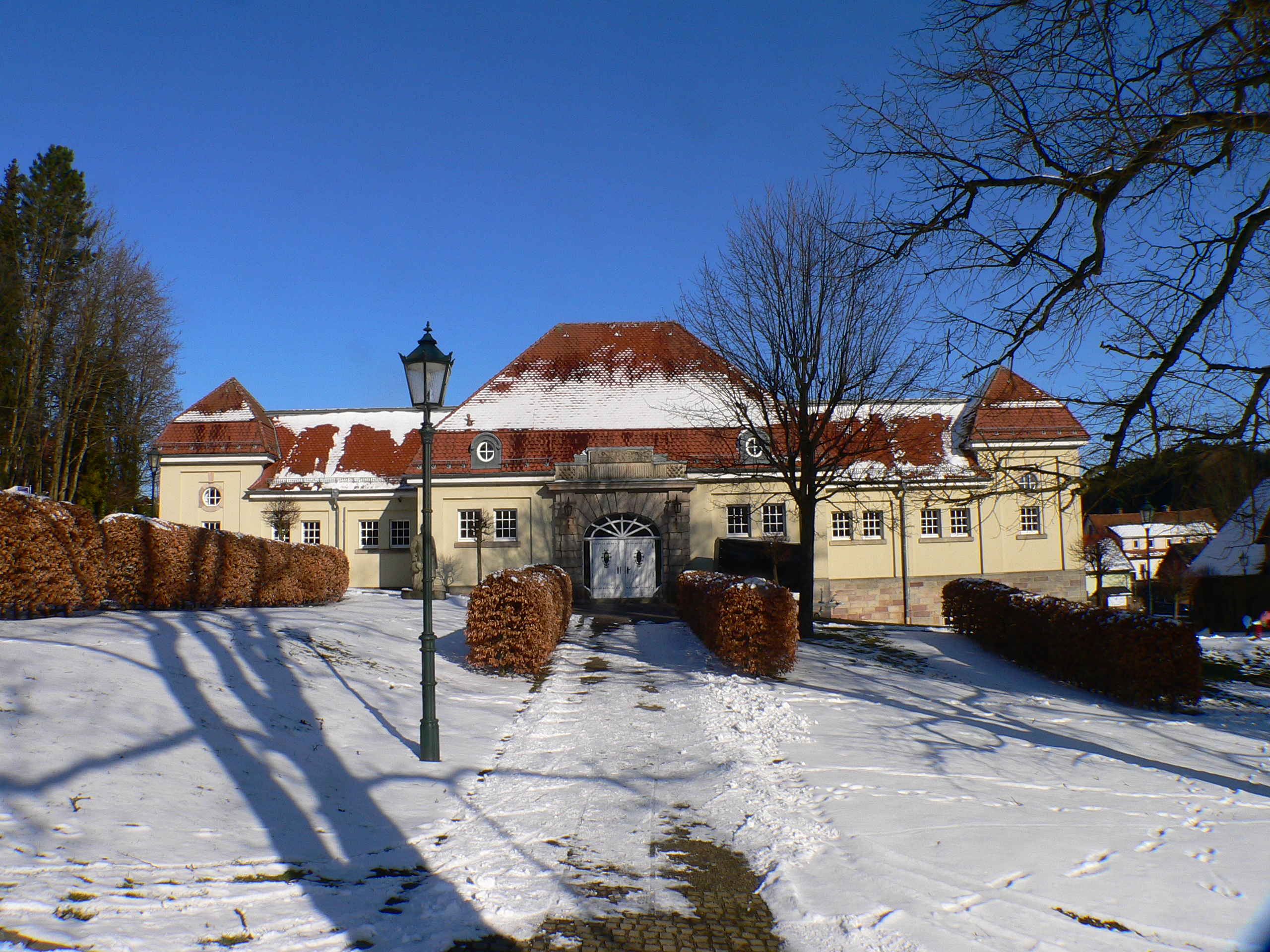
Stadthalle (ehemalige Reithalle)
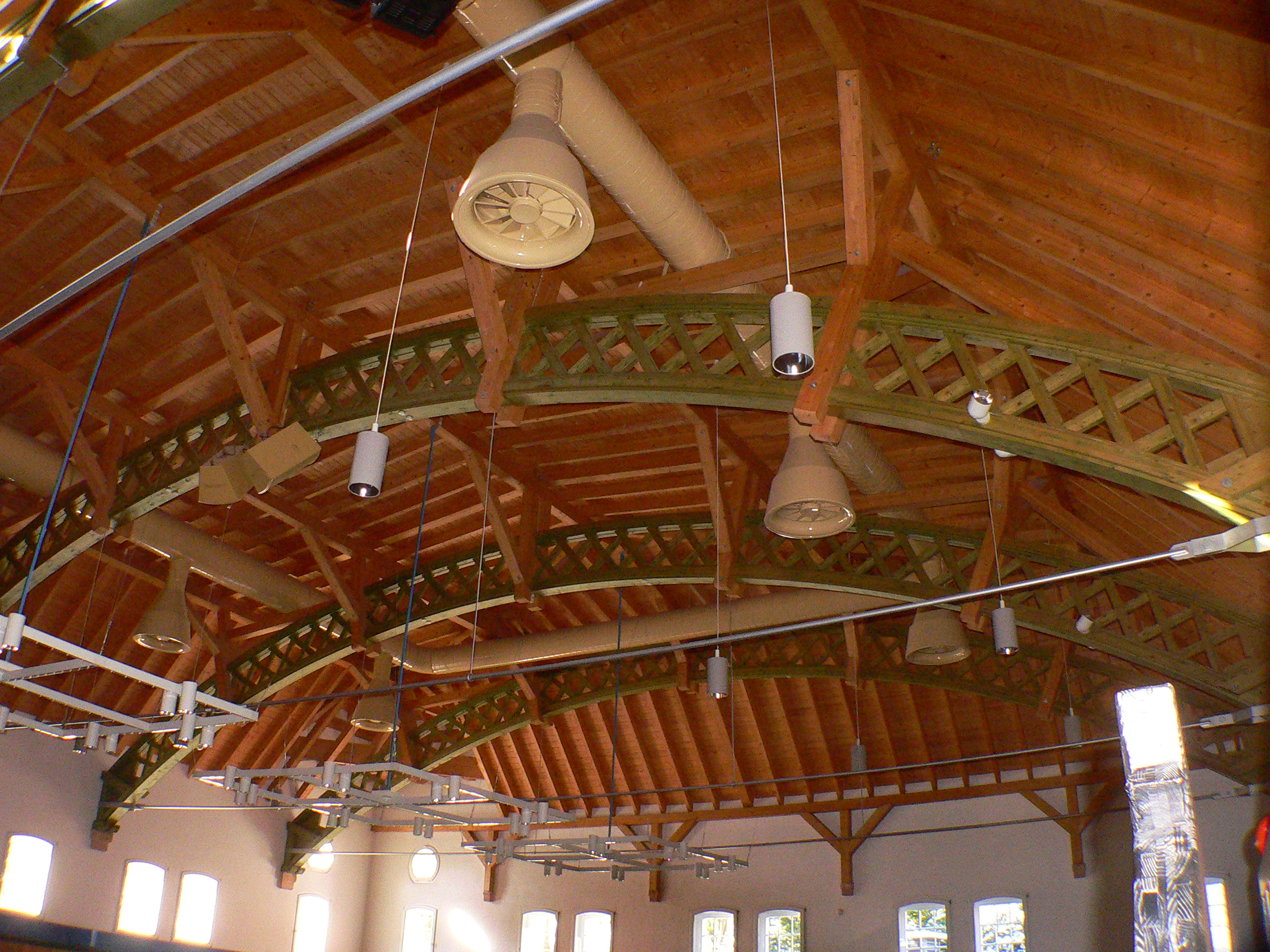
Leimbinder-Konstruktion der Stadthalle

## Wirtschaft und Infrastruktur

### Wirtschaftsstruktur

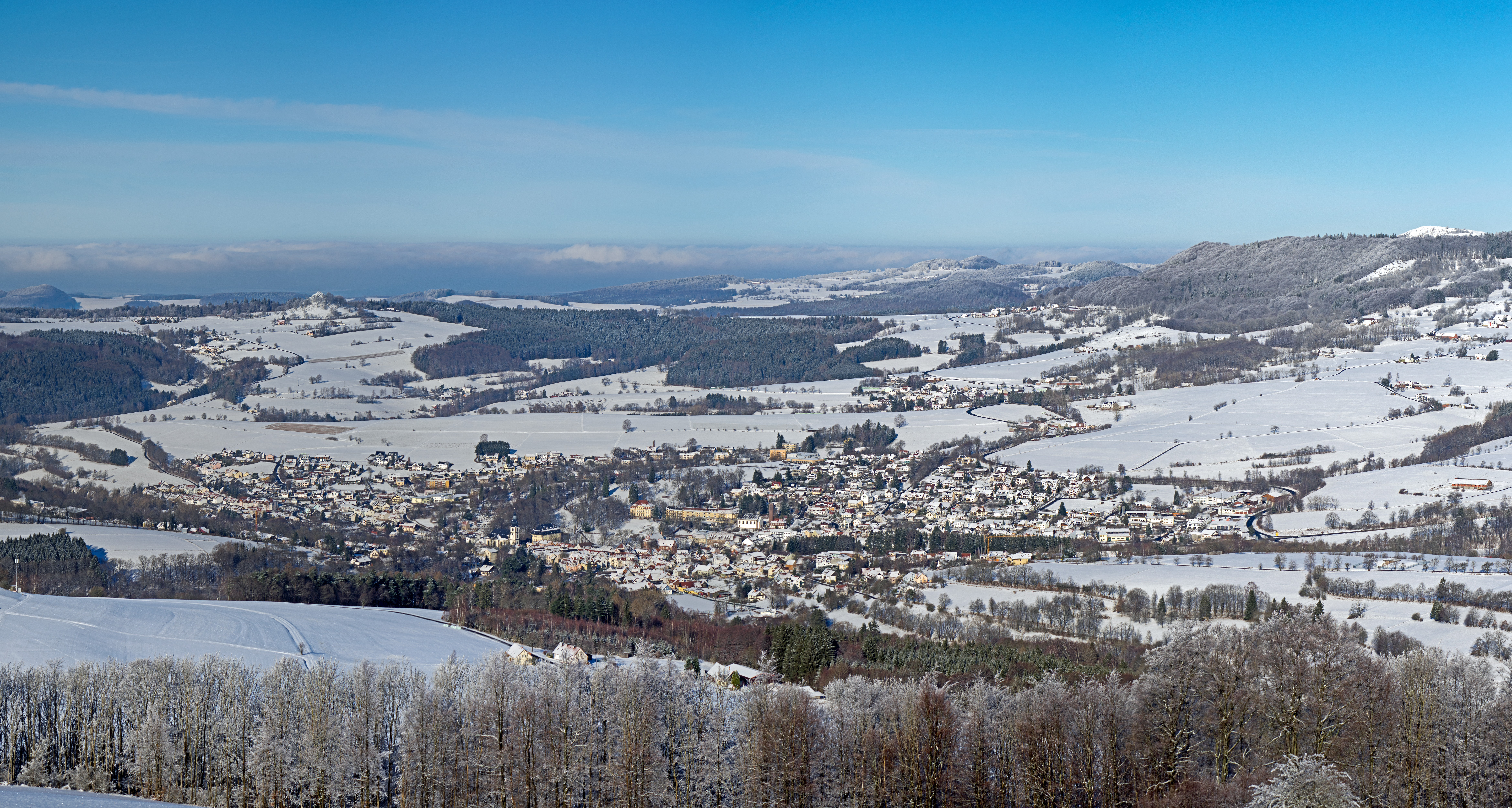
Blick auf Gersfeld im Winter vom Simmelsberg

Die wichtigste Erwerbsquelle der Bevölkerung Gersfelds bildete in früheren Jahrhunderten die Landwirtschaft, da sich aufgrund der relativen Armut an natürlichen Bodenschätzen und der abgeschiedenen Lage fern der großen städtischen Ballungszentren Handel, Bergbau und späterhin Industrie hier nur in geringem Maße entfalten konnten. So sind in Gersfeld noch relativ viele landwirtschaftliche Haupterwerbsbetriebe mit intensiver Milchviehhaltung vorhanden.
Der Anteil der in Land- und Forstwirtschaft Beschäftigten liegt heute insgesamt jedoch unter zwei Prozent. Mit über 50 % macht der tertiäre Sektor den Hauptanteil an der Beschäftigtenstruktur in der Gemeinde aus. Ein Großteil der Beschäftigten ist dem Gast- und Beherbergungsgewerbe zuzurechnen.
Zirka ein Drittel der Beschäftigten vereinigt der sekundäre Wirtschaftssektor auf sich.

### Tourismus
Die ländliche Prägung, die Abgeschiedenheit und das reizmilde Klima sind Vorzüge der Region und förderlich für den Tourismus. Sechs Hotels, mehrere Pensionen und über ein Dutzend Gasthöfe laden zur Erholung ein. Neben den Klassikern Wandern, Segelflug und Skifahren (z. B. Wintersportgebiet Simmelsberg) bestehen auch Möglichkeiten zum Klettern, Mountainbiken und Tennisspielen. 
Durch den Ort führt der Hessische Radfernweg R1 (Fuldaradweg), und hier startet die Gipfelroute, ein Radwanderweg, der Hoherodskopf und Wasserkuppe verbindet.
In der Stadthalle findet seit 1989 jährlich im Oktober die Tagung der Arbeitsgemeinschaft Urodela (Schwanzlurche) der Deutschen Gesellschaft für Herpetologie und Terrarienkunde statt.

### Schienen- und Busverkehr
Anschluss an das überregionale Eisenbahnnetz mit ICE-Anschluss besteht im Bahnhof Fulda, von dort erreicht man Gersfeld mit der Regionalbahn-Linie RB 52.
Die Stichstrecke Fulda–Gersfeld, 1997 für knapp zwölf Millionen Euro saniert, stellt die letzte noch regelmäßig befahrene Bahnlinie in die Rhön dar. Es besteht eine Busverbindung zur Wasserkuppe. Mit dem Brendtalbus (Buslinie 810) besteht darüber hinaus eine Verbindung nach Bad Neustadt an der Saale.

### Straßenverkehr
Durch Gersfeld verläuft die Bundesstraße 279, die den Ort in westliche Richtung mit Fulda und der Bundesautobahn 7 und nach Südosten mit dem bayrischen Bischofsheim in der Rhön verbindet. In Gersfeld zweigt die Bundesstraße 284 von der B 279 ab, die in nordöstlicher Richtung nach Ehrenberg (Rhön) zur B 278 führt.

### Bildung
In Gersfeld befindet sich das Schulzentrum Gersfeld mit drei Schulen: die Grundschule Otto-Lilienthal-Schule, die Förderschule Anne-Frank-Schule sowie die Rhönschule Gersfeld, eine kooperative Gesamtschule. Die Rhönschule ist offizielles Skileistungszentrum des Hessischen Skiverbandes (HSV). Von 1928/29 bis 2020 befand sich im Bodenhof an der Grenze zu Poppenhausen (Wasserkuppe) die Gymnastikschule und Rhön-Akademie Schwarzerden.

## Persönlichkeiten

### Söhne und Töchter der Stadt
- Sybilla von Ebersberg (1578–1622), im Gersfelder Schloss geboren
- Johann Adam Richter (1733–1813), Baumeister
- Peter Streck (1797–1864), Komponist, Dirigent und Arrangeur
- Johann Georg Schüßler (1835–1909), Abgeordneter des Provinziallandtages der Provinz Hessen-Nassau
- Richard Kalkhof (1858–1925), Politiker und Reichstagsabgeordneter
- Peter Seifert (1870–?), Bürgermeister und Mitglied des Preußischen Abgeordnetenhauses
- Karl Glöckner (1884–1962), Lehrer und Historiker
- Walther Schönfeld (1888–1977), Mediziner und Hochschullehrer
- Hellmut Trute (1907–2007), Wirtschaftsjurist
- Heinz Tangermann (1912–1999), SS-Untersturmführer
- Elsa Plath-Langheinrich (* 1932), Historikerin und Buchautorin
- Wolfhart Henckmann (* 1937), Philosoph
- Helmut Bieler (1940–2019), Komponist
- Hubertus Primus (* 1955), Vorstand der Stiftung Warentest

### Persönlichkeiten, die mit der Stadt verbunden sind
- Ernst Friedrich von Ebersberg (1687–1762), erbaute das Untere Schloss
- Bruno von Waldthausen (1862–1926), Unternehmer, Abgeordneter des Kurhessischen Kommunallandtages, kaufte im Jahre 1903 die Herrschaft Gersfeld
- Cuno Raabe (1888–1971), deutscher Politiker, Widerstandskämpfer und 1946 Mitglied des Verfassungsausschusses Groß-Hessen, Vizepräsident der verfassungsgebenden Versammlung in Hessen, von 1946 bis 1956 Oberbürgermeister von Fulda
- Paul von Waldthausen (1897–1965), Unternehmer, Maler, Fotograf und Innenarchitekt